# كلارا كونواي
كلارا كونواي (بالإنجليزية: Clara Conway)‏ هي مُدرسة أمريكية، ولدت في 14 أغسطس 1844 في نيو أورلينز في الولايات المتحدة، وتوفيت في 16 نوفمبر 1904 في ممفيس في الولايات المتحدة.